# Dominik Zahorka
Dominik Zahorka (* 13. Mai 1988) ist ein deutscher Schauspieler.

## Leben
Dominik Zahorka erhielt seinen ersten Schauspielunterricht bei dem befreundeten Schauspieler Heinz Schimmelpfennig in Gernsbach bei Baden-Baden. Anschließend besuchte er die Schauspielschule Zerboni in München. Seit 2012 steht er regelmäßig für verschiedene Produktionen vor der Kamera. Auf der Bühne konnte man ihn unter anderem 2014 im Stück Helges Leben im Münchner „Theater und so fort“ in der Rolle des Todes sehen.

## Filmografie
- 2013: Helden des Alltags (Fernsehfilm)
- 2013: Das Problem des Schnellstfluges (Kurzfilm)
- 2014: Fanny (Kurzfilm)
- 2016: Tatsache Mord?
- 2016–2018: Aktenzeichen XY … ungelöst (Fernsehreihe, 3 Folgen)
- 2016, 2017: Um Himmels Willen (Fernsehserie, 2 Folgen)
- 2016: Painless (Kurzfilm)
- 2019: Hubert ohne Staller (Fernsehserie, Folge Die Glücksbreze)
- 2019: SOKO Köln (Fernsehserie, Folge Endstation Sehnsucht)
- 2019: True Story
- 2020: München Laim – Laim und der letzte Schuldige (Fernsehreihe)
- 2020: Die Chefin (Fernsehserie, Folge Schuld)
- 2022: WaPo Bodensee (Fernsehserie, Folge Die Frau im Wald)